# 블라인드 앨리
블라인드 앨리 레코드(Blind Alley Records)는 Nodo가 설립한 대한민국의 힙합 레이블이다. 본래 STG 밑의 산하 레이블로 존재하였으나, STG가 레이블로써의 기능을 상실하면서 Nodo와 Aeizoku의 주 활동 레이블이 되었다. Rama와 긴밀한 관계를 맺고 있다.
2009년 12월 Black Strike (과거 B-Shop)의 EP앨범과 프로듀서인 Ninetynine, 래퍼 Klassik의 작업이 이루어지고 있음이 알려졌다. 이중 첫 번째 결과물인 Black Strike의 EP는 2010년 2월에 나왔다. 이후 2012년까지 Klassik의 앨범 및 NODO 2집 등의 활동이 있었다.

## 멤버
- NODO
- Black Strike
- 99 (Ninetynine)
- BIGBOY
- The Pokerface

### 과거 멤버
- Aeizoku
- Klassik